# Murder on the Orient Express (2001)
Murder on the Orient Express é um filme para televisão norte-americano de 2001, dirigido por Carl Schenkel, baseado na obra homónima de 1934 de Agatha Christie.

## Elenco
- Alfred Molina... Hercule Poirot
- Meredith Baxter... Mrs. Caroline Hubbard
- Leslie Caron... Sra. Alvarado
- Amira Casar... Helena von Strauss
- Nicolas Chagrin... Pierre Michel
- Tasha de Vasconcelos... Vera Rossakoff
- David Hunt... Bob Arbuthnot
- Adam James... William MacQueen
- Dylan Smith... Tony Foscarelli
- Peter Strauss... Mr. Samuel Ratchett
- Fritz Wepper... Wolfgang Bouc
- Kai Wiesinger... Philip von Strauss
- Natasha Wightman... Mary Debenham